# Economia blava

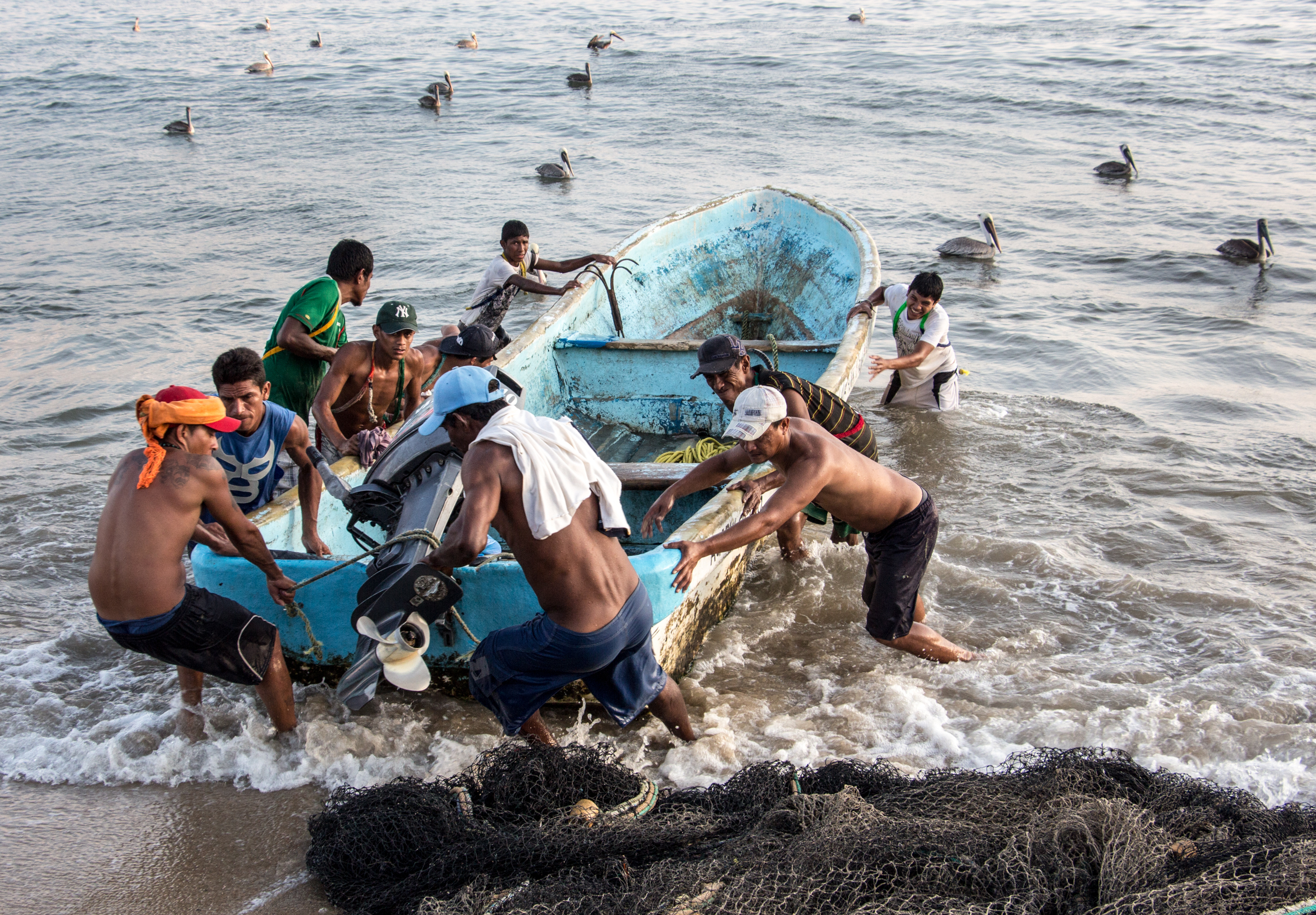
Pescadors mexicans feinejant a Acapulco

L'Economia blava (també economia oceànica) comprèn el conjunt  d'activitats econòmiques, i les polítiques relacionades, orientades a l'ús sostenible dels recursos marins.
L'abast del terme Economia blava varia segons les organitzacions i institucions. No obstant això, s'utilitza en l'àmbit internacional per descriure el model de creixement econòmic basat en desenvolupament sostenible dels recursos marins. Altrament, des de la Conferència Rio+20, s'aplica especialment al model de creixement econòmic dels petits estats insulars i costaners en vies de desenvolupament (PEID).
L'Economia blava inclou una àmplia gamma de sectors econòmics; des de la pesca convencional, l'aqüicultura, el transport marítim o el turisme, fins a activitats emergents com les energies renovables costaneres, l'obtenció de carboni blau, la mineria del fons marí o la bioprospecció.
S'estima que el valor anual de l'Economia blava supera els 1,5 bilions de dòlars a tot el món. A més, suposa més de 30 milions de llocs de treball i proporciona una font vital de proteïnes a més de tres mil milions de persones. L'OCDE preveu que l'economia oceànica podria arribar a assolir un valor afegit de 3 bilions de dòlars el 2030.

## Història i Institucions

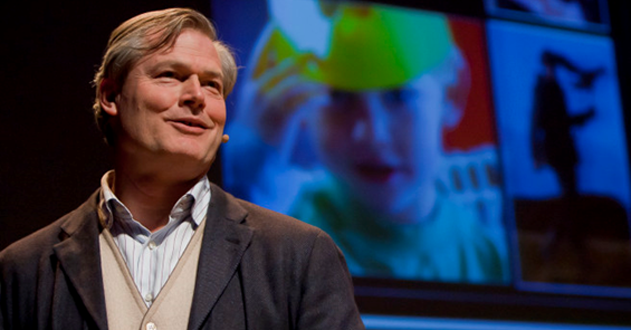
Gunter Pauli. L'economista que va inventar el concepte d'Economia Blava

El concepte d'Economia blava va ser encunyat per l'economista belga Gunter Pauli el 1994, en resposta a una sol·licitud de les Nacions Unides per preparar la cimera COP3 del Japó pel canvi climàtic, on es decidí el Protocol de Kyoto el 1997.
Va ser, però, a la Conferència «Rio+20» de Nacions Unides (Rio de Janeiro, juny de 2012) on el terme adquirí rellevància. En aquesta conferència s'hi van abordar dues qüestions claus: el futur del marc institucional pel desenvolupament sostenible i l'avenç en el concepte d'economia verda. La conferència va posar èmfasi en l'erradicació de la pobresa i de com l'economia verda podia ser l'eina per aconseguir-ho. Tanmateix, al llarg del procés preparatori de la conferència, molts països insulars i costaners van qüestionar el concepte d'economia verda, atès que no s'adequava a la seva realitat. Així, es van presentar diverses propostes per a un canvi d'enfocament que inclogués el concepte «Economia blava», més adient amb el context econòmic i social d'aquests països. La inclusió d'aquest terme tenia com a objectiu posar de manifest la importància dels oceans i les poblacions que en depenen.
El novembre de 2018, es va celebrar a Nairobi la primera Conferència per l'Economia blava, on es discutí un futur sostenible dels oceans. Gràcies a aquesta conferència el concepte d'Economia Blava guanyà força, fins i tot als nivells més alts de la presa de decisions. Al setembre del mateix any, dotze caps d'estat d'arreu del món i l'enviat especial del secretari general de l'ONU per a l'oceà, Peter Thomson, van posar en marxa el Panell d'experts d'alt nivell pel desenvolupament d'una economia marina sostenible.
Diverses institucions i organismes internacionals presenten regularment informes i estudis sobre l'evolució de l'Economia blava a escala mundial o regional, entre els quals destaquen: El Departament d'Afers Econòmics i Socials de Nacions Unides, El Banc Mundial amb el seu programa Problue, l'Observatori Blau de la Unió Europea, el programa d'Economia blava de l'OCDE, l'espai de Economia Blava del Fons Mundial per la Natura o la plataforma informativa del Panell d'Experts per a una economia oceànica sostenible.
La Generalitat de Catalunya disposa de l'Oficina el Mar, una plataforma en línia que presenta diferents projectes i estudis sobre el dimensionament de l’Economia Blava al Principat, seguint la metodologia de l’Informe d’Economia Blava de la Unió Europea.

## Principis per a una Economia blava sostenible

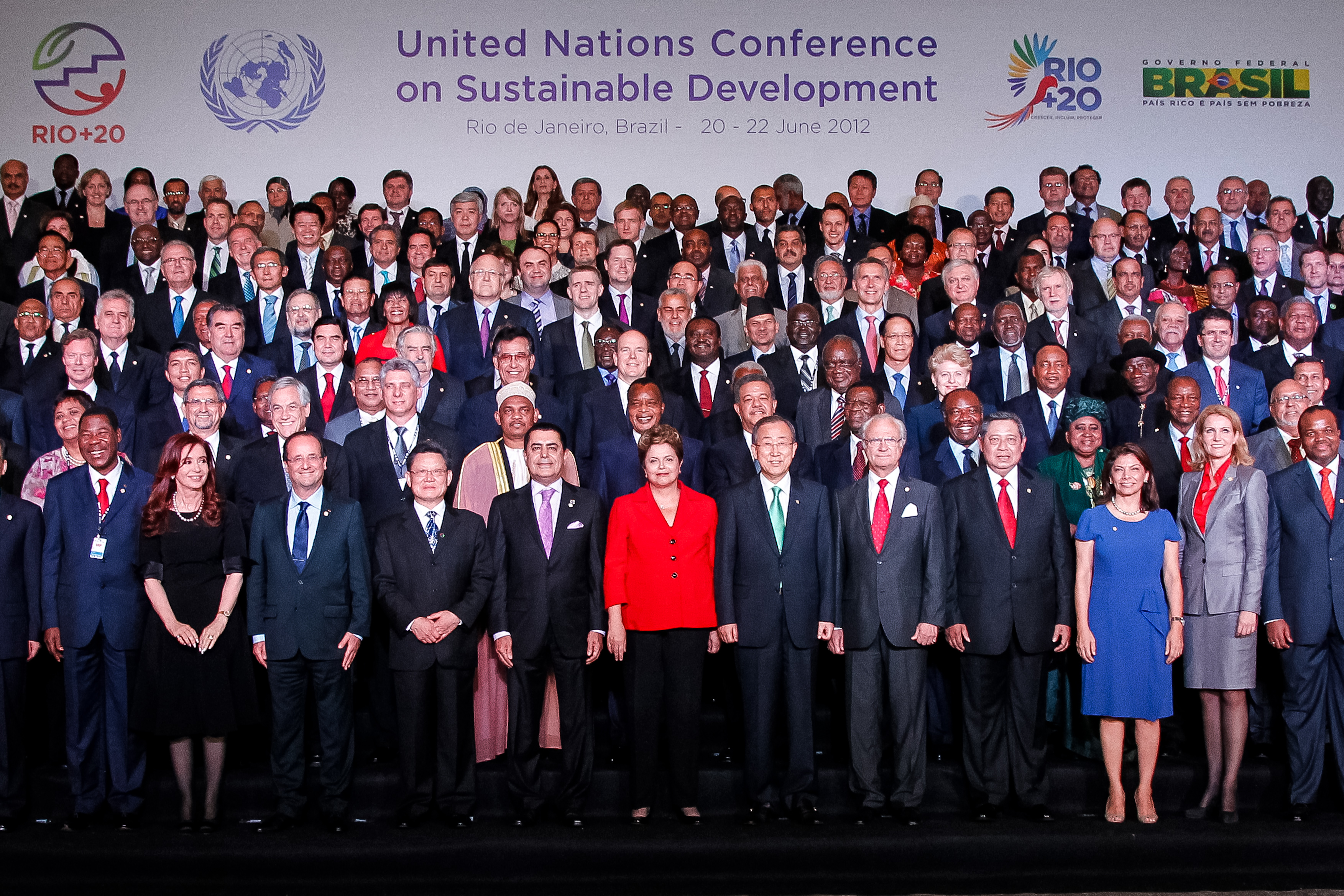
Líders mundials reunits a la Conferència Rio+20 (2012)

Segons el Banc Mundial, l'Economia blava és «l'ús sostenible dels recursos oceànics per al creixement econòmic, la millora dels mitjans de vida i els llocs de treball, alhora que es preserva la salut de l'ecosistema marí». La Comissió Europea la defineix com «qualsevol activitat econòmica relacionada amb oceans, els mars i les costes, cobrint una àmplia gamma de sectors establerts i emergents interconnectats». Per la seva banda, la Generalitat de Catalunya defineix l'Economia Blava com «l'economia que reconeix la importància dels mars i els oceans com a motors econòmics pel seu gran potencial per la innovació i el creixement».
Tanmateix, el Fons Mundial per la Natura (WWF) al seu informe de 2015 "Principis per una Economia Blava Sostenible" subratllà els dos sentits contradictoris del terme: "Per a alguns, l'economia blava significa l'ús del mar i els seus recursos per al desenvolupament econòmic sostenible. Per a altres, simplement es refereix a qualsevol activitat econòmica del sector marítim, sigui sostenible o no". Per aquest motiu, encara no hi ha una definició àmpliament acceptada del terme economia blava, malgrat l'adopció creixent del concepte a alt nivell, especialment en el disseny de polítiques i en la realització d'inversions.
Amb tot, l'informe del Banc Mundial de 2017 proposa un conjunt de principis a partir de dues qüestions clau: en què s'ha de basar l'Economia blava i quines condicions han de complir els operadors.

#### Principis bàsics de l'Economia blava
Una Economia blava sostenible és una economia basada en els recursos marins que:
- Proporciona beneficis socials i econòmics per a les generacions actuals i futures contribuint a la seguretat alimentària, l'erradicació de la pobresa, els mitjans de vida, els ingressos, l'ocupació, la salut, la seguretat, l'equitat i l'estabilitat política.
- Restaura, protegeix i manté la diversitat, la productivitat, la resiliència, les funcions bàsiques i el valor intrínsec dels ecosistemes marins, que són el capital natural del qual depèn la seva prosperitat.
- Es basa en tecnologies netes, energies renovables i fluxos econòmics circulars per assegurar l'estabilitat econòmica i social al llarg del temps.
- Es regeix per processos públics i privats que: a) són inclusius, b) són ben informats, prudents i adaptatius, c) són responsables i transparents, d) tenen una visió holística, intersectorial i a llarg termini i e) són innovadors i proactius.

#### Principis rectors per als operadors
Per crear una Economia blava sostenible, els actors públics i privats han de:
- Establir objectius clars, mesurables i coherents internament.
- Avaluar i comunicar el rendiment obtingut respecte als objectius establerts.
- Crear unes condicions econòmiques i legislatives equitatives, que proporcionin l'Economia Blava els incentius i el marc normatiu adequat.
- Planificar, gestionar i governar eficaçment l'ús de l'espai i dels recursos marins, aplicant mètodes inclusius i posant el focus en els ecosistemes.
- Desenvolupar i aplicar procediments estàndards, directrius i bones pràctiques que donin suport a una Economia Blava Sostenible.
- Reconèixer que les economies marítima i terrestre estan interrelacionades i que moltes de les amenaces als entorns marins s'originen en l'àmbit terrestre.
- Cooperar activament, compartint informació, coneixements, bones pràctiques, experiències, perspectives i idees, per aconseguir un futur sostenible i pròsper per a tothom.

## Potencialitats i reptes de l'Economia blava

#### Potencialitats
A més de les activitats marines tradicionals com la pesca, el turisme i el transport marítim, l'Economia blava també implica el desenvolupament d'algunes indústries emergents, com ara les energies renovables, l'aqüicultura, les activitats extractives del fons marí, la biotecnologia marina i la bioprospecció. Altrament, l'Economia blava també té com a objectiu poder aprofitar els recursos dels ecosistemes oceànics que encara no són explotats, però que poden contribuir significativament a l'activitat econòmica de molts països. És el cas de l'anomenada captura de carboni, la protecció del litoral, l'eliminació de residus i la cura de la biodiversitat.
En una sessió informativa de 2015, el Fons Mundial per la Natura va situar el valor dels actius oceànics clau per sobre dels 24 bilions de dòlars. Si bé es va reconèixer que existeix una sobreexplotació en l'activitat pesquera, també s'assenyalà que encara n'hi havia molt de marge pel creixement en l'àmbit de l'aqüicultura o l'energia eòlica marina, entre altres activitats. De fet, l'aqüicultura és el sector alimentari de més ràpid creixement, subministrant el 58% del peix als mercats mundials, i és vital per a la seguretat alimentària dels molts països pobres. L'any 2014, només a la Unió Europea, l'economia blava ocupava a més de 3 milions de persones.
Segons l'Organització per a la Cooperació i el Desenvolupament Econòmic (OCDE), la taxa de creixement de l'Economia blava podria superar la taxa de creixement econòmic mundial l'any 2030.

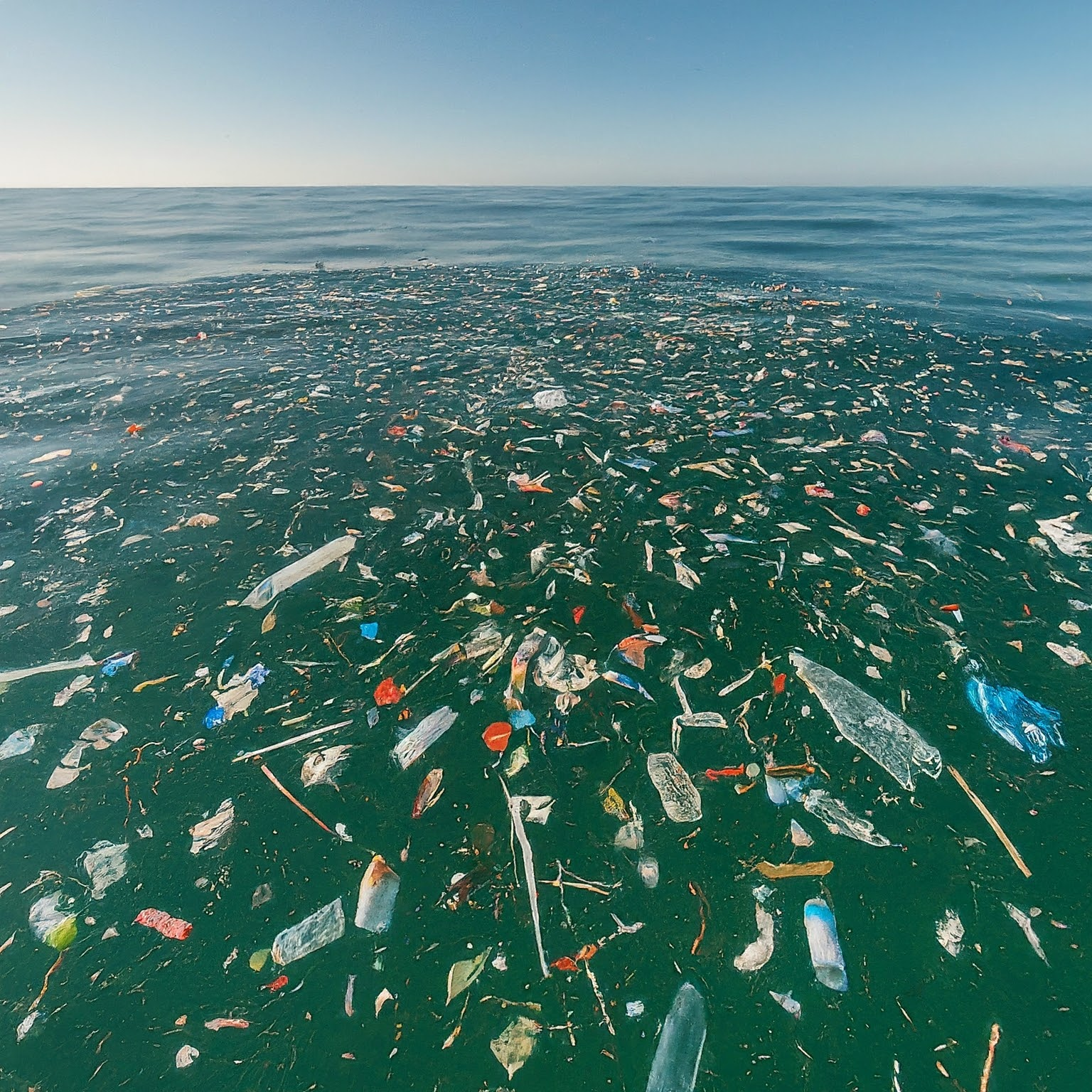
Contaminació marina. Uns dels grans reptes de l'Economia blava.

#### Reptes
Malgrat les seves potencialitats, l'any 2017, el Banc Mundial va especificar en un informe els problemes i reptes als quals s'enfronta l'Economia blava.
- L'extracció abusiva de recursos marins. És el cas de la pesca no sostenible, fruit de les millores tecnològiques, la mala gestió de l'accés als caladors i l'augment de la demanda mundial. La FAO, en un informe de 2016, calculà que el 57% de les reserves de peixos estan plenament explotades i un altre 30% estan sobreexplotades, esgotades o en recuperació.
- Les alteracions físiques i la destrucció d'hàbitats i paisatges marins. Aquests efectes són deguts en bona part al desenvolupament costaner, la desforestació i la mineria. L'erosió costanera també destrueix les infraestructures i els mitjans de vida. D'altra banda, el desenvolupament no planificat i mal regulat de les zones costaneres ha provocat externalitats negatives, per exemple, l'emplaçament d'infraestructures i usos superposats del sòl en zones marines, la marginació de comunitats pobres i la pèrdua o degradació d'hàbitats crítics.
- La contaminació marina. Produïda molt especialment per l'excés de nutrients procedents de clavegueram no tractat, l'escorrentia agrícola i les deixalles marines, com ara els plàstics i altres residus.
- Impactes del canvi climàtic. Per exemple, l'augment continuat del nivell del mar i l'aparició de fenòmens meteorològics extrems, més intensos i freqüents. Amb tot, l'abast de l'impacte del canvi climàtic en els sistemes marins no és ben conegut, però sembla prou evident que les variacions de la temperatura marina, l'acidesa i els canvis en els corrents oceànics, entre altres fenòmens, amenacen la vida marina, els hàbitats i les comunitats humanes que en depenen.
- Comerç deslleial. Les zones econòmiques exclusives (ZEE) són les àrees marítimes sobre les quals els estats tenen dret exclusiu a l'explotació dels recursos marins. Aquestes zones són clau per a les economies dels petits estats insulars i costaners en vies de desenvolupament. En molts acords de pesca amb grans empreses explotadores s'ha produït un efecte negatiu per als països en vies de desenvolupament. D'una banda, els acords comporten un baix nivell d'ingressos per l'economia local i, d'altra banda, tampoc no es produeix transferència de coneixement als productors locals per part de les empreses. Fet i fet, l'efecte final és una reducció dels recursos naturals del país amfitrió i una reducció del seu potencial econòmic a llarg termini.

## L'Economia blava a Catalunya
La Generalitat de Catalunya elabora anualment un Informe sobre l'Economia blava amb el dimensionament dels sectors d'activitat que la componen. El darrer informe està datat l'octubre de 2023, si bé les dades corresponen l'any 2020 i, per tant, desvirtuades per l'impacte de la pandèmia COVID-19.
| Sectors                                                                            | Volum de negocis (M€) | Volum de negocis (M€) | Valor afegit (M€) | Valor afegit (M€) | Ocupació (persones) | Ocupació (persones) |
| Sectors                                                                            | Any 2020              | Any 2019              | Any 2020          | Any 2019          | Any 2020            | Any 2019            |
| Recusos Marins Vius                                                                | 4.641,8               | 5.370,3               | 650,7             | 705,7             | 16.340              | 17.398              |
| Activitats portuàries                                                              | 1.913,5               | 2.192,6               | 820,4             | 902,9             | 9.800               | 10.061              |
| Construcció Naval                                                                  | 337,2                 | 304,4                 | 115,0             | 103,6             | 2.290               | 2.278               |
| Tranport marítim                                                                   | 2.545,4               | 2.884,8               | 535,8             | 548,0             | 10.967              | 11.141              |
| Turisme marítim                                                                    | 3.424,5               | 14.418,8              | 616,8             | 5.044,6           | 68.389              | 168.400             |
| Total                                                                              | 12.862,4              | 25.170,9              | 2.738,7           | 7.304,8           | 107.786             | 209.278             |
| % Catalunya                                                                        | 3,1%                  | 5,4%                  | 1,3%              | 3,1%              | 3,2%                | 5,4%                |
| Font: Generalitat de Catalunya: Informe L’Economia Balva a Catalunya. Octubre 2023 |                       |                       |                   |                   |                     |                     |

## Annex: Sectors vinculats a l'Economia Blava[1][14]
- Aqüicultura (piscifactories, però també algicultura)
- Conservació dels oceans
- Biotecnologia marítima
- Bioprospecció
- Pesca
- Dessalinització
- Transport marítim
- Turisme costaner, marí i marítim (Turisme Blau)
- Recursos minerals
- Petroli i gas
- Energia eòlica marina (també mareomotriu i ondulatòria)
- Construcció i reparació de vaixells
- Captura de carboni
- Protecció del litoral
- Eliminació de residus
- Cura de la biodiversitat
- Desenvolupament oceànic
- Turisme responsable
- Transport, Infraestructures i Comerç
- Biotecnologia i productes farmacèutics